# Книва
Книва (Cniva, Kniva; Kniwa, Knife) е княз на готите (251 г.), който побеждава римляните в битката при Абритус (дн. Разград), известна също като битка от Форум Теребронии (Forum Terebronii), при която с Деций и синът му Херений Етруск за пръв път римски император е убит в битка с варвари.
Биографични данни за Книва не са познати, Йорданес вижда в него наследник на Острогота, източниците са доста слаби.
През 251 г. готски групи с водач Книва минават Дунав и нападат в грабежен поход провинциите Мизия и Дакия. Деций и неговият син тръгват, за да отблъснат навлезлите, успяват да изненадат готите при тяхното обсаждане на Никополис (Никопол) на Дунав.
При приближаването на римляните Книва се оттегля обратно, пресича Стара Планина и напада Филипополис (дн. Пловдив). Деций ги последва, но едно тежко поражение при Берое (дн. Стара Загора) му пречи да спаси Филипополис, който пада в ръцете на готите, които с голяма жестокост вилнеят и се разпореждат там. От друга страна обсадата на Филипополис намалява така силите на готите, че Книва предлага да си предаде плячката и пленените при свободно оттегляне. Защитникът на града Приск е издигнат за антиимператор. Деций, надявайки се да пресече техния обратен път, отказва всякакви преговори.
Книва и мъжете му се опитват без уговорката с римляните, с плячката си, да стигнат до тяхната страна, но са спрени от римската армия. Книва разделя армията си в малки и подвижни единици и започва с това да отблъсква римляните в една блатиста местност. През първата половина на юни 251 г. двете армии се срещат при Абритус. Херений пада убит от вражеска стрела. Деций преживява първата среща, но още преди да свърши денят е убит заедно с остатъка от армията.
Една от важните причини за неуспеха на римляните е прибързаното нападение на генерал Требониан Гал, който печели от изхода на събитието с това, че войниците го издигат за наследник на убития император. Требониан приема на преговорите капитулационни условия и сключва договор с готите, който им разрешава вземането на плячката и връщане в родината им, обещава им също годишен данък, за да зачитат границите на Римската империя.
Амиан Марцелин (31, 5, 12 – 17) анализира този договор като един от най-тежките неуспехи на Римската империя, както неуспехът на Публий Квинтилий Вар в битката в Тевтобургската гора през 9 г., с навлизането на маркоманите през годините на управлението на Марк Аврелий (Маркоманска война) и с битката при Адрианопол през 378 г.
През юни 253 г. готите на Книва са разбити от управителя на Долна Мизия Емилиан.
Книва умира през 3 век.